# Port lotniczy Anapa
Port lotniczy Anapa (ros. Аэропорт Анапа), IATA: AAQ, ICAO: URKA − port lotniczy położony 10 km na północ od Anapy, w Kraju Krasnojarskim, w Rosji. 

## Linie lotnicze i połączenia
| Linia lotnicza        | Kierunek |
| --------------------- | --- |
| Aerofłot              | 1. Moskwa-Szeremietiewo                                                                                           |
| Armenia Airways       | 1. Erywań |
| Gazpromawia           | 1. Sowietskij |
| IrAero                | 1. Moskwa-Żukowskij                                                                                               |
| NordStar              | Sezonowo: 1. Moskwa-Domodiedowo                                                                                   |
| Pobeda                | Sezonowo: 1. Nowosybirsk 2. Sankt Petersburg                                                                      |
| Rossiya Airlines      | Sezonowo: 1. Sankt Petersburg                                                                                     |
| RusLine               | Sezonowo: 1. Woroneż                                                                                              |
| S7 Airlines           | 1. Moskwa-Domodiedowo 2. Nowosybirsk Sezonowo: 1. Iwanowo 2. Lipieck                                              |
| Severstal Air Company | 1. Pietrozawodsk                                                                                                  |
| Smartawia             | Sezonowo: 1. Niżny Nowogród                                                                                       |
| Ural Airlines         | 1. Osz 2. Jekaterynburg Sezonowo: 1. Czeboksary 2. Królewiec 3. Niżny Nowogród                                    |
| UTair Aviation        | 1. Soczi Sezonowo: 1. Chanty-Mansyjsk 2. Moskwa-Wnukowo 3. Niżniewartowsk 4. Surgut 5. Syktywkar 6. Tiumeń 7. Ufa |